# Melissa Ponzio
Melissa Ponzio (New York, 1972. augusztus 3. –) amerikai színésznő. 
Legismertebb szerepei Melissa McCall a Teen Wolf – Farkasbőrben, illetve Karen a The Walking Dead című sorozatokban. A Lángoló Chicago című drámasorozatban Donna Robbins-Boden szerepét osztották rá.

## Élete és pályafutása
New Yorkban született, középiskolai tanulmányai elvégzése után a Georgia Állami Egyetemen tanult.
Az 1990-es és 2000-es években több sorozatban is mellékszereplőket alakított: feltűnt a Dawson és a haverok, a Haláli testcsere és az NCIS epizódjaiban is.
Ismertebb szerepei Angie a Lifetime csatorna Katonafeleségek  (2007–2009) című sorozatában, továbbá Melissa McCall a Teen Wolf – Farkasbőrben (2011–2017), illetve Karen a The Walking Dead (2013) című műsorokban.

## Filmográfia

### Film
| Év   | Magyar cím                   | Eredeti cím                                | Szerep            | Megjegyzés                       |
| ---- | ---------------------------- | ------------------------------------------ | ----------------- | -------------------------------- |
| 1999 |                              | Atlanta Blue                               | Mona              |                                  |
| 2002 |                              | The Greenskeeper                           | Elena Rodriguez   |                                  |
| 2002 |                              | White Bitch Down                           | Monica            | rövidfilm                        |
| 2002 |                              | Petunia                                    | recepciós         | rövidfilm                        |
| 2006 |                              | The $100 Short Short                       | emberrabló        | rövidfilm                        |
| 2007 |                              | Love Hurts                                 | bántalmazott nő   | rövidfilm                        |
| 2009 | Cool túra 2. – A sörpingpong | Road Trip: Beer Pong                       | The Fare          |                                  |
| 2010 |                              | The Tedious Existence of Terrell B. Howell | Lauren Richardson | rövidfilm                        |
| 2010 | Ilyen az élet                | Life as We Know It                         | Victoria          |                                  |
| 2010 |                              | Upside                                     | Dr. Leinman       |                                  |
| 2012 |                              | Undocumented Executive                     | Anita Vasquez     |                                  |
| 2019 |                              | Killer Reputation                          | Ramona            |                                  |
| 2019 |                              | Hatched                                    | Kay               | rövidfilm                        |
| 2020 |                              | Max and Me                                 | Melissa           |                                  |
| 2021 | A lecsap csapat              | Thunder Force                              | Rachel Gonzales   | magyar hangja Kisfalvi Krisztina |

### Televízió
| Év        | Magyar cím               | Eredeti cím                                    | Szerep                     | Megjegyzések                                                                          |
| --------- | ------------------------ | ---------------------------------------------- | -------------------------- | ------------------------------------------------------------------------------------- |
| 1999      |                          | Shake, Rattle and Roll: An American Love Story | New York-i cégvezető       | tévéfilm                                                                              |
| 2001–2002 | Dawson és a haverok      | Dawson's Creek                                 | Robin Ellsworth / diáklány | 3 epizód                                                                              |
| 2003–2004 | Tuti gimi                | One Tree Hill                                  | Alice                      | 2 epizód                                                                              |
| 2005      | Warm Springs             | Warm Springs                                   | Lucy Mercer                | tévéfilm                                                                              |
| 2006      | A mélység fantomja       | Surface                                        | Ann Tracy                  | 2 epizód                                                                              |
| 2006      |                          | Thief                                          | légiutas-kísérő            | minisorozat (1 epizód)                                                                |
| 2007–2009 | Katonafeleségek          | Army Wives                                     | Angie                      | 12 epizód                                                                             |
| 2007      |                          | October Road                                   | fiatal lány                | 1 epizód                                                                              |
| 2007      |                          | K-Ville                                        | Yasmine Quaid              | 1 epizód                                                                              |
| 2008      |                          | Little Britain USA                             | Barbara                    | 1 epizód                                                                              |
| 2009      | Én a tied, pénz a mienk  | My Fake Fiance                                 | eladónő                    | tévéfilm                                                                              |
| 2009      | Haláli testcsere         | Drop Dead Diva                                 | Selette Garner             | 1 epizód                                                                              |
| 2009      | Vámpírnaplók             | The Vampire Diaries                            | Daphne                     | 1 epizód                                                                              |
| 2010      | CSI: A helyszínelők      | CSI: Crime Scene Investigation                 | Sasha Katsaros             | 1 epizód                                                                              |
| 2010      |                          | Past Life                                      | Dr. Steen                  | 1 epizód                                                                              |
| 2010      | Titkok otthona           | The Gates                                      | Gloria Bennett             | 1 epizód                                                                              |
| 2010      | Kihez menjek?            | Marry Me                                       | Erica                      | minisorozat (1 epizód)                                                                |
| 2011      | Natalee Holloway         | Natalee Holloway                               | Debra Stanville            | - tévéfilm - magyar hangja: - Törtei Tünde                                            |
| 2011      | Franklin és Bash         | Franklin & Bash                                | Annie Ross                 | 1 epizód                                                                              |
| 2011      | Doktor D                 | Necessary Roughness                            | Lisa Genovese              | 1 epizód                                                                              |
| 2011      | NCIS                     | NCIS: Naval Criminal Investigative Service     | Drew Turner                | 1 epizód                                                                              |
| 2011      | CSI: Miami helyszínelők  | CSI: Miami                                     | Kathy Jennings             | 1 epizód                                                                              |
| 2011–2017 | Teen Wolf – Farkasbőrben | Teen Wolf                                      | Melissa McCall             | - visszatérő szerep (1-5. évad) - főszerep (6. évad) - magyar hangja: - Udvarias Anna |
| 2012      | Érintés                  | Touch                                          | Gwen Davis                 | 1 epizód                                                                              |
| 2013      | Mary és Martha           | Mary and Martha                                | Alice                      | tévéfilm                                                                              |
| 2013      | The Walking Dead         | The Walking Dead                               | Karen                      | visszatérő szerep (3-4. évad)                                                         |
| 2013      | Gyilkos hajsza           | The Following                                  | Joan Garcia                | 1 epizód                                                                              |
| 2013      | Banshee                  | Banshee                                        | Jocelyn Frears             | 2 epizód                                                                              |
| 2013      |                          | Second Generation Wayans                       | Lorin Sandler              | 2 epizód                                                                              |
| 2014–2021 | Lángoló Chicago          | Chicago Fire                                   | Donna Robbins-Boden        | visszatérő szerep (2-9. évad)                                                         |
| 2018      | Gyilkos hűtlenség        | Cheerleader Nightmare                          | Paula                      | tévéfilm                                                                              |
| 2024      | A nagy sorshúzás         | The Big Door Prize                             | Freya                      | 3 epizód                                                                              |
| 2024      | Megalapozott kétség      | Reasonable Doubt                               | Lucy Wargo                 | 9 epizód                                                                              |